# Iglesia católica en Noruega

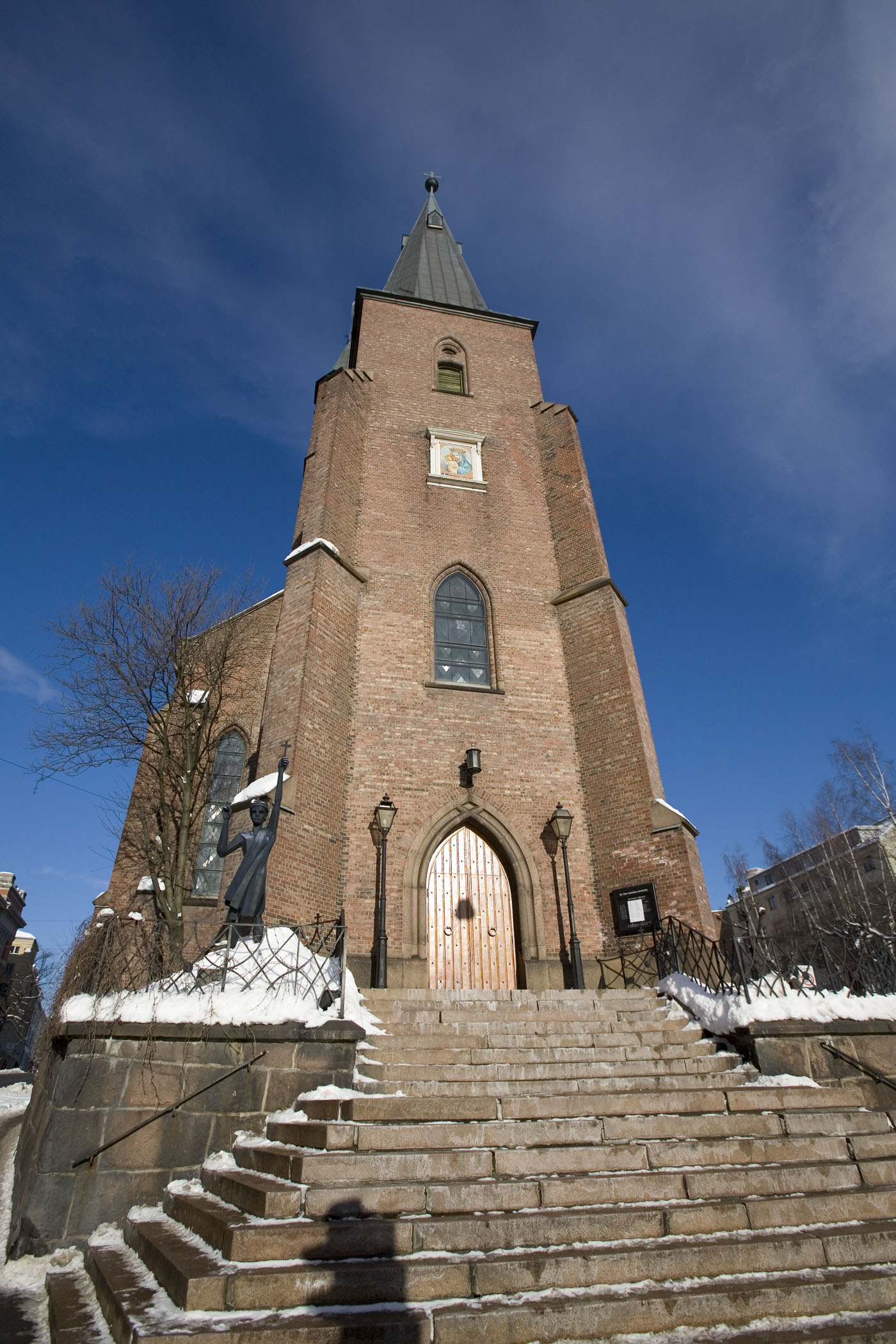
Catedral de San Olaf en Oslo.

La Iglesia católica está presente en Noruega, donde cuenta con más de 151,000 fieles registrados en Noruega, según datos de 2014. Se afirma que hay muchos católicos que no están registrados con su número de identificación personal y que la iglesia local no informa; el número total puede ser tan alto como 230,000, el 70% de los cuales nacieron en el extranjero. Eso constituye aproximadamente el 5% de la población, convirtiendo a Noruega en el país más católico de la Europa nórdica.
Sin embargo, a principios de 2015, el obispo de Oslo fue acusado de fraude por informar al gobierno de hasta 65,000 nombres de personas declaradas miembros de la iglesia que en realidad no se habían inscrito. A medida que el gobierno otorga un subsidio a las organizaciones religiosas de acuerdo con el número de miembros, se ordenó a la diócesis que reembolse al gobierno. El gobierno informa para enero de 2015 que había 95,655 católicos registrados, por debajo de los 140,109 reportados para enero de 2014.

## Historia
El cristianismose estableció en Noruega gracias al empeño de misioneros ingleses con el apoyo de los gobernantes locales. La cristianización del país se inició durante el reinado de Haakon I († 961), fue continuada por el rey Olaf I de Noruega y culminó con  Olaf II de Noruega († 1030), venerado como santo y mártir por la Iglesia católica, que contó sobre todo con la labor pastoral de misioneros procedentes de Alemania.
La jerarquía eclesiástica se estableció en Noruega a partir de la segunda mitad del siglo XI. La diócesis de Nidaros (hoy Trondheim) ya se había establecido en 1030, seguida hacia mediados de siglo por la diócesis de Selje, cuya sede se trasladó poco después a Bergen. Posteriormente se erigieron las diócesis de Oslo (hacia 1070), Stavanger (hacia 1125) y Hamar (1152). En 1153, Nidaros fue elevada a sede metropolitana, de la que dependían, el resto de sedes noruegas y las de las islas (escocesa) e islandesa.
En el siglo XVI, en virtud del principio cuius regio, eius religio, se impusola Reforma protestante en la Iglesia noruega,. De hecho, el rey danés Christian III, bajo cuya autoridad dependía el país, impuso la religión luterana en todos sus dominios, como la nueva religión del estado. A pesar de la oposición de los obispos, las diócesis fueron secularizadas, convirtiéndose en circunscripciones de la Iglesia Luterana de Noruega, primero bajo «superintendentes» y más tarde bajo obispos de la nueva Iglesia. Los bienes eclesiásticos fueron confiscados por la corona  y las posesiones de los monasterios repartidas entre los nobles daneses. Los obispos de Stavanger y de Hamar terminaron sus días en prisiones danesas.
El catolicismo estuvo proscrito hasta mediados del siglo XIX, cuando se reconoció la libertad de culto. En 1843, se reabrió la primera iglesia católica en Noruega, en Oslo, desde 1537. Posteriormente, la Noruega ártica quedó bajo la jurisdicción de los prefectos apostólicos del Polo Norte, mientras que el resto del país quedó bajo el Vicariato Apostólico de Suecia. El 7 de agosto de 1868 la Santa Sede erigió la misión sui iuris de Noruega, con sede en Oslo, elevada al rango de vicariato apostólico en 1892 y convertida en diócesis el 29 de junio de 1953. En 1931 se habían erigido otras dos misiones sui iuris, las que hoy se corresponden con las prelaturas territoriales de Tromsø y Trondheim.
Un acontecimiento histórico de importancia para la comunidad católica noruega fue el viaje apostólico del papa Juan Pablo II a principios de junio de 1989.

## Estructura
El país está dividido en tres distritos de la Iglesia: la Diócesis de Oslo y las prelaturas de Trondheim y Tromsø, y estas tres consisten en 38 parroquias. Al menos dos más están por venir, un cuarto en la ciudad de Oslo (San Martín) y uno en Valdres (Santo Tomás, ahora un distrito de capilla), ambos en la diócesis de Oslo. Se ha planeado al menos una parroquia más en Bergen durante varios años, pero los planes permanecen en espera. La Iglesia Católica es la segunda comunidad religiosa más grande de Noruega por número de miembros registrados.
Cuatro órdenes religiosas han regresado a Noruega: los cistercienses , los dominicanos, las Clarisas y los trapenses. En 2007, los monjes de la Abadía de Cîteaux dedicaron un nuevo monasterio en Frol cerca de Levanger en Nord-Trøndelag, nombrándolo Munkeby Mariakloster. Las monjas trapenses, asimismo, compraron tierras cerca de las ruinas de un monasterio anterior a la Reforma en la isla de Tautra en el fiordo de Trondheims, se mudaron al sitio y construyeron un nuevo claustro, lugar de trabajo, casa de huéspedes y capilla, llamando al nuevo monasterio Tautra Mariakloster.[7] Además de estos cuatro, otros 17 órdenes también están trabajando en el país, por ejemplo, las hermanas de St. Francis Xavier (Franciskussøstre), que es un orden único, ya que fue fundada en Noruega en 1901. A los benedictinos, que tenían un monasterio en la isla de Selja en la Edad Media, se les pidió que regresaran a Noruega.
Los obispos de Oslo, Trondheim y Tromsø participan en la Conferencia de obispos escandinavos. Solía haber varios hospitales y escuelas católicas en todo el país. También había un orfanato católico en Oslo. Pero, entre 1967 y 1989,[cita requerida] el gobierno socialista en Noruega compró la mayoría de los hospitales católicos (y otros privados) por la fuerza y condenó el resto. Casi todas las escuelas cerraron debido a la baja matrícula, excepto algunas en Oslo, Arendal y Bergen.
Hoy en día, las instituciones católicas de bienestar en Noruega son limitadas. No quedan hospitales católicos u orfanatos, pero el número de escuelas católicas está aumentando. Además de las tres escuelas mencionadas anteriormente, se ha abierto una nueva escuela primaria en Bodø. Hay una escuela secundaria católica en Bergen, y se planea una escuela primaria para Drammen. Las Hermanas de Santa Isabel operaron la casa de Santa Isabel para ancianos en Oslo, hasta que fue completamente destruida por un incendio en diciembre de 2014